# Sympetrum dilatatum
Sympetrum dilatatum là một loài chuồn chuồn ngô thuộc họ Libellulidae. Nó là loài đặc hữu của Saint Helena.